# Conops seminiger
Conops seminiger är en tvåvingeart som beskrevs av de Meijere 1910. Conops seminiger ingår i släktet Conops och familjen stekelflugor. Inga underarter finns listade i Catalogue of Life.